# Maximilian Harden
Maximilian Harden (pseudônimo de Felix Ernst Witkowski) (Berlim, 20 de outubro de 1861 - Montana, 30 de outubro de 1927), foi um influente jornalista e editor alemão.

## Biografia
Filho de um comerciante judeu, Harden estudou no Französisches Gymnasium Berlin até resolver tornar-se ator e juntar-se a uma companhia itinerante. Em 1878, converteu-se ao Protestantismo e iniciou sua carreira jornalística como crítico de teatro, em 1884. Ele também publicou ensaios políticos, sob o pseudônimo de Apostata, em vários jornais liberais, como o Berliner Tageblatt, editado por Rudolf Mosse.
A partir de 1892, Harden publicou o jornal Die Zukunft em Berlim. Seus estilo barroco foi alvo de zombaria de seu ex amigo, Karl Kraus, que até escreveu uma sátira sobre as "traduções de Harden".
Inicialmente monarquista, Harden tornou-se um crítico feroz do kaiser Guilherme II e seu séquito em torno do príncipe Philipp zu Eulenburg-Hertefeld e do conde Kuno von Moltke. suas acusações públicas de comportamento homossexual - um crime na época, previsto no Parágrafo 175 - gerou inúmeros processos e causou danos à reputação da reinante Casa de Hohenzollern e da Justiça alemã. Revoltado com a exposição pública de detalhes íntimos, Karl Kraus escreveu um obituário: Maximilian Harden. Eine Erledigung. Em 1914, Harden assume uma postura direitista, apoiando a invasão alemã da Bélgica. No entanto, após o término da Primeira Guerra Mundial, ele também apoiou a assinatura do Tratado de Versalhes.
Nos anos seguintes, o número de leitores de seu periódico diminuiu. Em 3 de julho de 1922, poucos dias após o assassinato de Walther Rathenau, Harden foi seriamente ferido num atentado comandado por membros das Freikorps. No julgamento que se seguiu, a corte declarou que seus artigos provocaram os responsáveis pela agressão, Bert Weichardt e Albert Wilhelm Grenz. Ambos foram acusados e sentenciados a penas de dois anos e cinco meses e quatro anos, respectivamente.
Harden deixou de publicar o Die Zukunft e, em 1923, retirou-se para Montana, Suíça, onde morreu quatro anos depois. Seu corpo encontra-se sepultado no Friedhof Heerstraße.

## Nota
- Este artigo foi inicialmente traduzido, total ou parcialmente, do artigo da Wikipédia em inglês cujo título é «Maximilian Harden», especificamente desta versão.